# Докивари, Дункан
Дункан Далнадженесо Данагого Докивари (Duncan Dalnajeneso Danagogo Dokiwari, р.15 октября 1973) — нигерийский боксёр, призёр Олимпийских игр.
Дункан Докивари родился в 1973 году в Порт-Харкорте. В 1996 году на Олимпийских играх в Атланте завоевал бронзовую медаль в весовой категории свыше 91 кг. С 1997 года перешёл в профессионалы.